# Mano H. Lindner

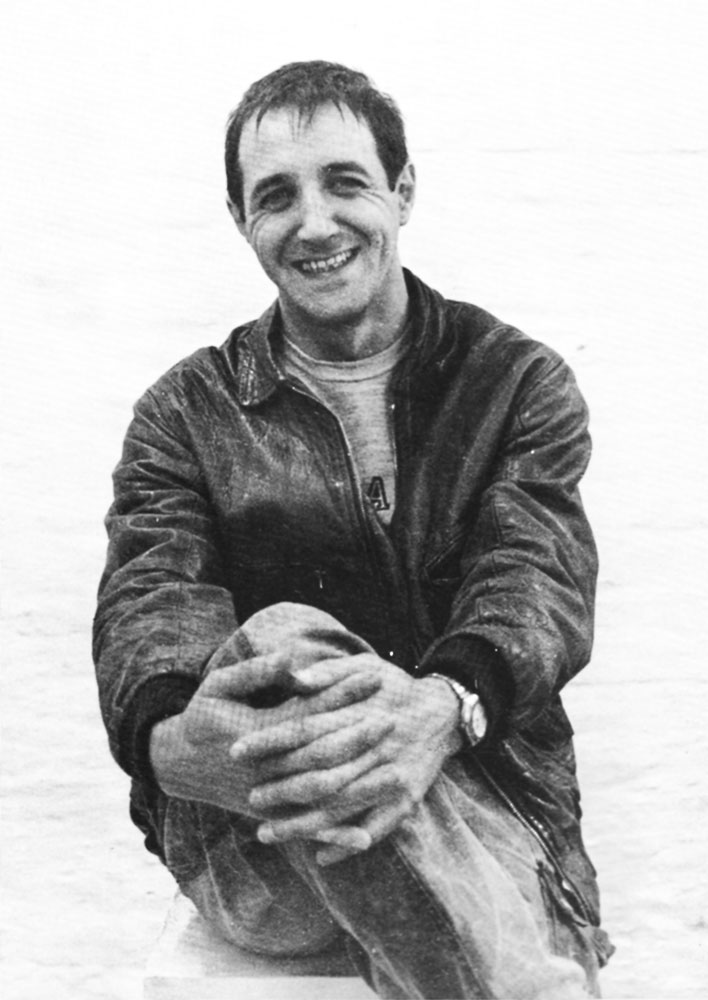
Mano H. Lindner, 1986

Horst „Mano“ Lindner (* 4. Oktober 1953 in Graz, Steiermark; † 28. Oktober 2001 in Wien) war ein österreichischer Maler und Bildhauer.

## Leben
In den Jahren von 1970 bis 1975 besuchte Lindner die Kunstgewerbeschule Graz. Anschließend studierte er bis 1980 Bildhauerei an der Akademie der bildenden Künste in Wien. Dort nahm er von 1982 bis 1984 einen Lehrauftrag wahr. Anschließend war er als freischaffender Künstler tätig. Bis 1987 arbeitete er in einem Atelier in der Wiener Zimmermanngasse. In den Jahren bis 1986 war er in einem Atelier im niederösterreichischen Falkenstein tätig, bevor er bis zu seinem Tod im Jahr 2001 in Herrnbaumgarten arbeitete. Lindner fungierte zwischen 1991 und 2001 zudem als künstlerischer Leiter des Caritasheimes in Retz.

## Werk
„Symbolhaft verdichtete Bilder und auf das Wesentliche reduzierte Skulpturen von berührender Intensität und von großer Sinnlichkeit, die von ihrem Betrachter exakt das einfordern, was sie auch zu vermitteln bereit sind, ein ganz und gar außergewöhnliches Maß an Sensibilität. Formal immer streng und inhaltlich einen ungeheuer spannenden Bogen an verschlüsselten Botschaften abdeckend, gehören Lindners unaufdringliche und dennoch bewegende Schöpfungen sowohl mit zum Ausdruckstärksten, was die österreichische Gegenwartskunst zu bieten hat.“

Bereits in den 1980er-Jahren zählte Mano H. Lindner zu den großen Nachwuchshoffnungen der österreichischen Kunstszene. Er gewann mehrere Wettbewerbe (z. B. Preis des Landes Kärnten beim 21. Österreichischem Graphikwettbewerb, 1988) und konnte die Aufmerksamkeit der Kunstszene mit viel beachteten Einzelausstellungen und Teilnahmen an Gruppenausstellungen auf sich ziehen. Gerade, als er sich anschickte, sich im österreichischen Kunstbetrieb zu etablieren und zu einer fixen Größe zu werden, erfassten ihn Zweifel, sich in den Zwängen, Notwendigkeiten und Zugeständnissen zu verfangen. Er zog sich Schritt für Schritt zurück in seinen Ateliers im nördlichen Niederösterreich und konnte erst nach etlichen Jahren von seinen Freunden überredet werden, wieder auszustellen.
Ab 1991 übernahm er die künstlerische Betreuung intellektuell behinderter Menschen im Caritasheim Retz und versuchte mit viel Einsatz die Ergebnisse dieser Arbeit der Öffentlichkeit zugängig zu machen. Die Werke der Retzer Künstler wurden in großen Ausstellungen präsentiert.

## Ausstellungen

### Einzelausstellungen (Auswahl)
- 1986: Graz, Neue Galerie am Landesmuseum Joanneum, Ecksaal, anlässlich des Steirischen Herbstes
- 1987: Wien, Galerie „20th Century Art“
- 1988: Förderungsgalerie Alte Schmiede
- 1998: Forum Schloss Wolkersdorf, Marekräume, „Deviant auf dem Land“, Siebenhirten, Kulturstadl
- 2000: Aktion Museum M, Barockschlößl Mistelbach, Blau-Gelbe Viertelsgalerie der NÖ Kulturabteilung, „So bin und bleib ich heiter“
- 2001: Ausstellung zur Eröffnung der Rechtsanwaltskanzlei Muhri & Werschitz, Neutorgasse Graz
- 2003: Skulpturen – Bilder, Herrnbaumgarten, NÖ
- 2010: „kunst@falkenstein“, Falkenstein, NÖ

### Ausstellungsbeteiligungen (Auszug)
- 1986: Budapest, Müscsarnok, „Zurück zur Farbe“
- 1988: Wiener Volksgarten, „Querfeld I“
- 1997: Forum Schloss Wolkersdorf, „Beziehungsweise – Steinschlag“
- 2000: Aktion Museum M, Barockschlößl Mistelbach, Blau-Gelbe Viertelsgalerie der NÖ Kulturabteilung, „Landauf“